# Bór (Brzeszcze)
Bór – peryferyjna część miasta Brzeszcze w powiecie oświęcimskim, w województwie małopolskim. Rozpościera się wzdłuż systemu ulic o nazwie Bór nad Majerem, na północny wschód od centrum Brzeszcz.

## Historia
Podczas II wojny światowej w Borze i pobliskich Budach znajdował się  niemiecki nazistowski obóz koncentracyjny Budy, stanowiący podobóz KL Auschwitz (1942–1945). W październiku 1942 doszło do masakry w Budach, podczas której  z rąk niemieckich więźniarek funkcyjnych i wartowników SS zginęło około 90 więźniarek, w większości francuskich Żydówek. Znajduje się tu Kaplica na Borze.
W związku z reformą administracyją kraju jesienią 1954, Bór wszedł w skład nowo utworzonej gromady Brzeszcze. 13 listopada 1954, po pięciu tygodniach, gromadę Brzeszcze zniesiono w związku z nadaniem jej statusu osiedla, przez co Bór stał się integralną częścią Brzeszcz. 18 lipca 1962 osiedle Brzeszcze otrzymały status miasta, przez co Bór stał się obszarem miejskim.